# Aeropuerto de Masset
El Aeropuerto de Masset (del inglés: Masset Airport) (IATA: ZMT, OACI: CZMT) está ubicado a 1,5 MN (2,8 km; 1,7 mi) al noreste de Masset, Columbia Británica, Canadá.

## Aerolíneas y destinos
- Air Canada Jazz
  - Vancouver / Aeropuerto Internacional de Vancouver
- Kelowna Flightcraft Air Charter
  - Vancouver / Aeropuerto Internacional de Vancouver